# Cherokee County, North Carolina
Cherokee County är ett administrativt område i delstaten North Carolina, USA, med 27 444 invånare. Den administrativa huvudorten (county seat) är Murphy.

## Geografi
Enligt United States Census Bureau har countyt en total area på 1 209 km². 1 178 km² av den arean är land och 28 km² är vatten.

### Angränsande countyn
- Graham County - nordost
- Macon County - öst
- Clay County - sydost
- Union County, Georgia - syd-sydöst
- Fannin County, Georgia - syd-sydväst
- Polk County, Tennessee - väst
- Monroe County, Tennessee - nordväst

### Orter
- Andrews
- Murphy (huvudort)